# Saint-Pardoux-du-Breuil

Saint-Pardoux-du-Breuil este o comună în departamentul Lot-et-Garonne din sud-vestul Franței. În 2009 avea o populație de 590 de locuitori.

## Evoluția populației
| An        | 1975 | 1982 | 1990 | 1999 | 2006 | 2009 |
| --------- | ---- | ---- | ---- | ---- | ---- | ---- |
| Populație | 481  | 511  | 561  | 576  | 579  | 590  |